# Móðuharðindin

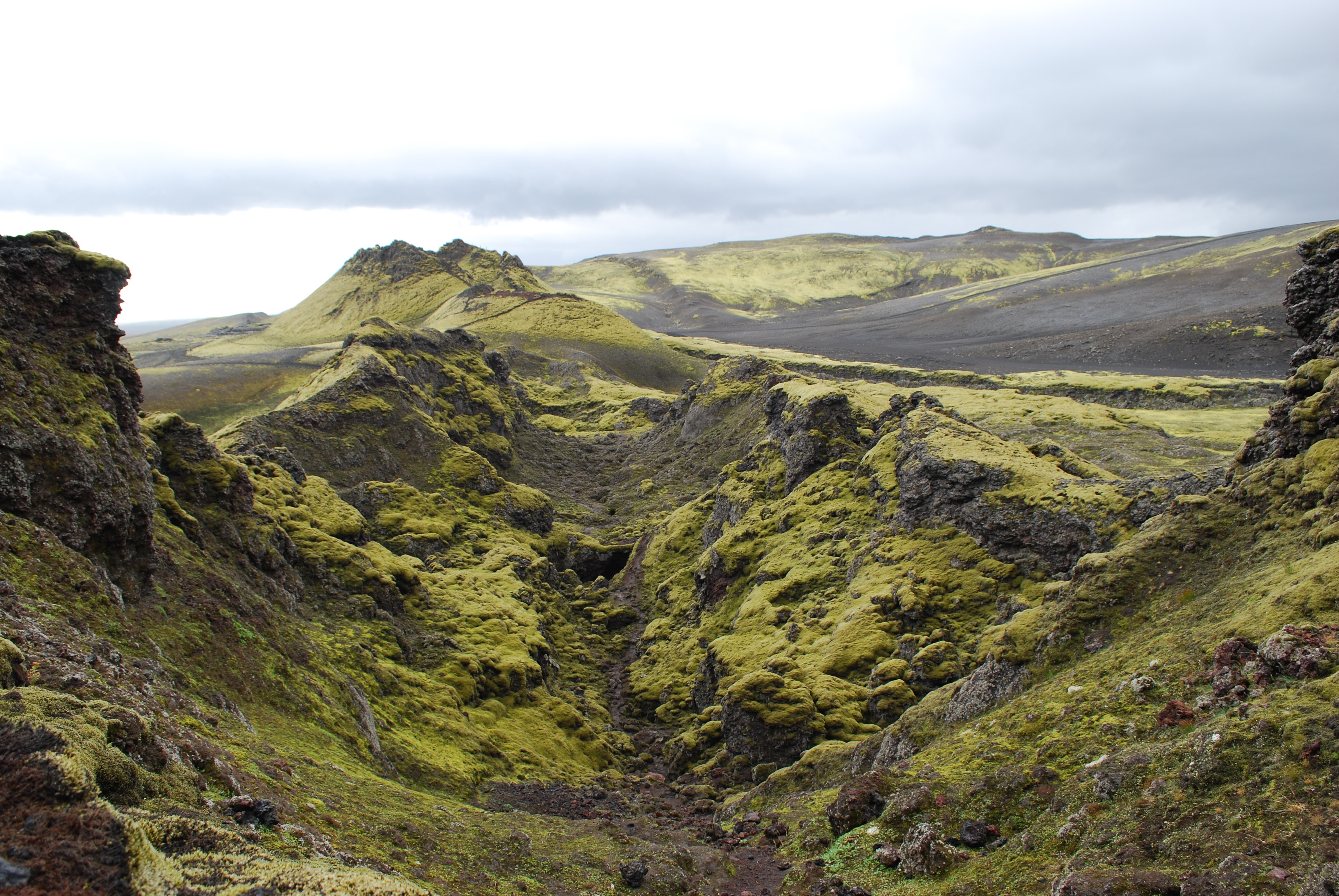
Вид на главную трещину вулкана Лаки.

Móðuharðindin (буквально с исл. — «бедствия в тумане»; устоявшегося перевода на другие языки не существует) — период в истории Исландии с 1783 по 1785 год, последовавший за извержением вулкана Лаки.
Извержение вулкана Лаки, ставшее одним из крупнейших в историческое время, произошло 8 июня 1783 года. В результате него 565 км² территории оказалось покрыто лавой, что разрушило большую часть экосистемы острова, а воздух заполнился ядовитыми парами серы, туман от которых покрыл почти всю территорию Исландии.
В результате этой катастрофы была уничтожена большая часть растительного покрова острова и погибло порядка 75% домашнего скота, бывшего основным продуктом экспорта острова. Извержение привело также к гибели, как считается, каждого пятого жителя страны — причинами стали отравление серой и голод.
Сведения об извержении и его последствиях оставил местный лютеранский пастор Йоун Стейнгримссон (1728—1791) в своей проповеди eldmessa (20 июля 1783). Последняя, согласно легенде, остановила лавовый поток. Эта проповедь была напечатана под названием Eldrit в 1788 году.
Последствия извержения оказали негативное влияние на экологию и погодные условия в странах Европы и по всему побережью Атлантического океана. Страны Европы несколько лет одолевали погодные аномалии, что привело к дестабилизации продовольственного планирования, и, впоследствии, к нескольким годам голода.